# ジェニー・バラッツァ
ジェニー・バラッツァ（Jenny Barazza, 1981年7月24日 - ）は、イタリアの元女子バレーボール選手。コドニェ出身。元イタリア代表。

## 来歴
1999年にイタリア代表に選出。2003年のワールドカップで三大大会初出場した。2004年にアテネ五輪に出場した。
初優勝を飾った2007年欧州選手権でベストブロッカー賞を受賞、同年ワールドカップで金メダルを獲得し、2008年北京オリンピックに出場した。2009年のワールドグランドチャンピオンズカップでは安定したプレーを魅せ、チームを初優勝へと導いた。2010世界選手権では、惜しくも妊娠のため産休をとり休んだ。
2012年に代表へ復帰しロンドン五輪では3大会連続の五輪出場となった。
2020-21シーズン終了後現役引退。

## 球歴
- オリンピック - 2004年、2008年、2012年
- ワールドカップ - 2003年、2007年
- ワールドグランプリ - 2004年、2007年、2008年、2010年
- ワールドグランドチャンピオンズカップ - 2009年
- 欧州選手権 - 2005年、2007年、2009年

## 所属クラブ
- Volley Codogné  （1996-1997年）
- Ags San Donà  （1997-1998年）
- Club Italia （1998-1999年）
- FVブスト・アルシーツィオ （1999-2000年）
- Romanelli Firenze （2000-2002年）
- Mujeres Albacete （2002-2003年）
- バレー・ベルガモ （2003-2009年）
- アシステル・ノヴァーラ （2009-2010年）
- Assicuratrice Milanese Volley Modena（2011-2012年）
- イモコ・コネリアーノ（2012-2017年）
- ヘルマエア・オルビア（2017-2021年）